# Elisabet Tingvall
Elisabet Karolina Tingvall, född 12 juni 1869 i Mariestads församling, Skaraborgs län, död 12 juli 1945 i Falu Kristine församling, Kopparbergs län, var en svensk trädgårdsmästare. 
Tingvall , som var dotter till stadsläkaren Carl-Axel Tingvall och Hedvig Elisabet Carolina Blix, genomgick, efter att ha avslutat Uppsala elementarläroverk för flickor 1885, kurs för utbildning av lärarinnor 1888–1889, Agdatorps trädgårdsskola 1902 samt avlade trädgårdsmästarexamen vid Adelsnäs trädgårdsskola 1904. Hon var lärare vid Lindska skolan i Uppsala 1891–1893, privatlärare 1886–1888 och 1893–1901, innehade kondition i handelsträdgård i Helsingør 1905, förestod privat trädgård 1906–1907 samt blev tillförordnad lärare i trädgårdsskötsel vid folkskoleseminariet i Falun 1907 och var ordinarie lärare där från 1908. Hon var suppleant i pensionsnämnden i Falu stad samt ordförande i Falu lokalavdelning av Vita bandet 1910–1918 och 1920–1922. Hon skrev smärre uppsatser i tidskrifter för trädgårdsodling. Hon företog studieresor till England 1890–1891, i Sverige, Danmark och Tyskland som statsstipendiat 1905.